# Dominique Dufour de Pradt

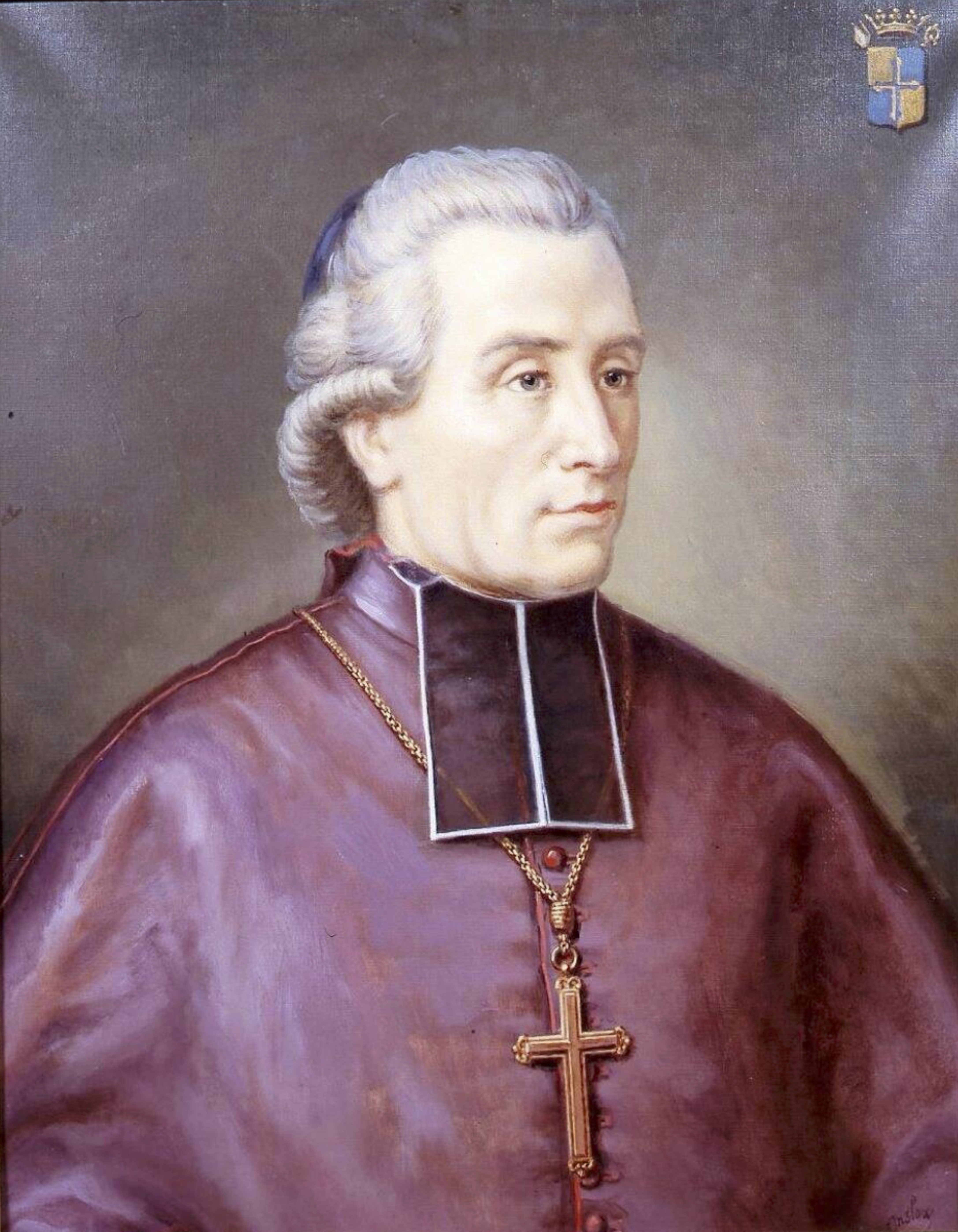
Aartsbisschop Dominique Dufour, baron de Pradt

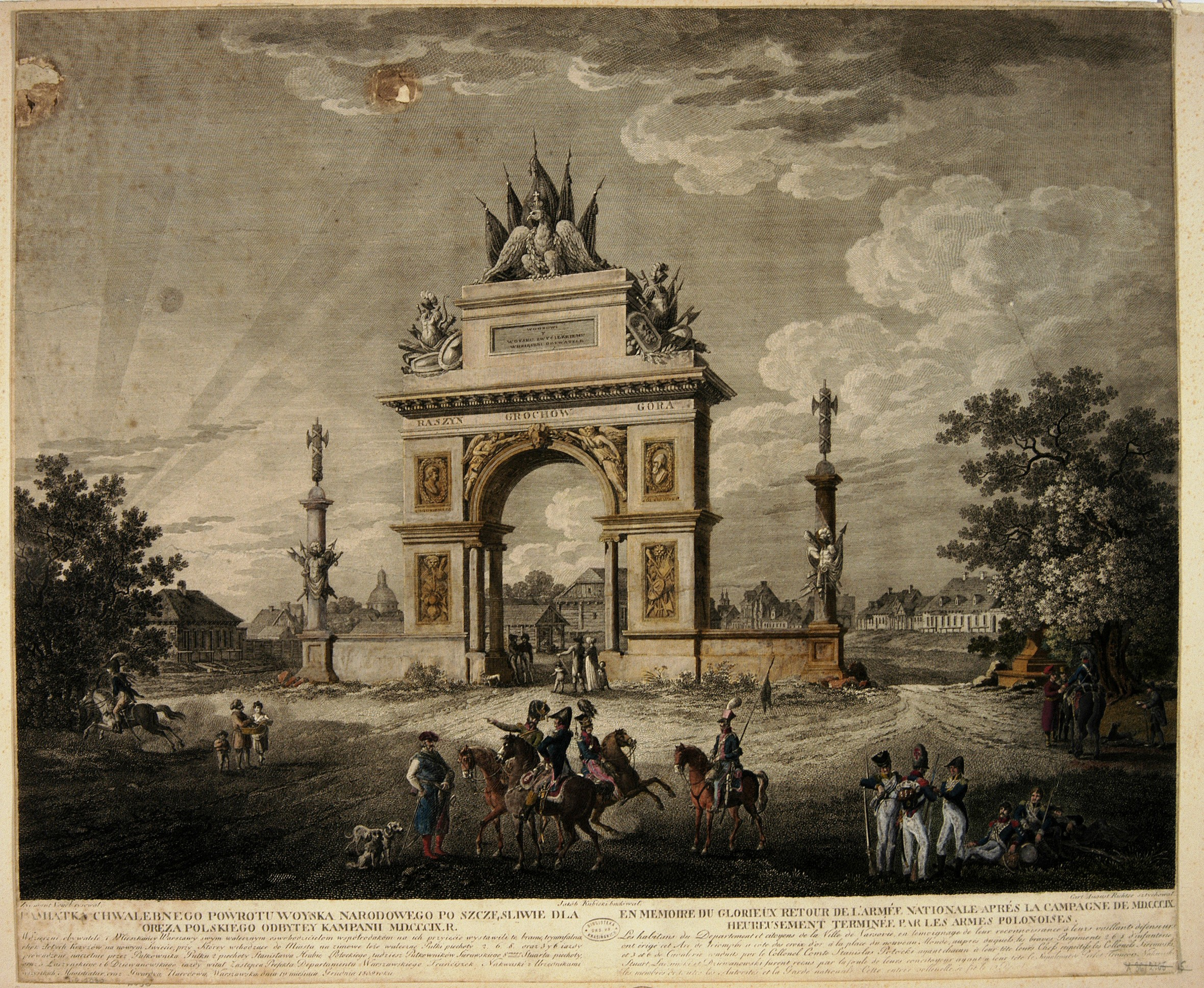
Triomfboog voor de Fransen in Warschau (1809)

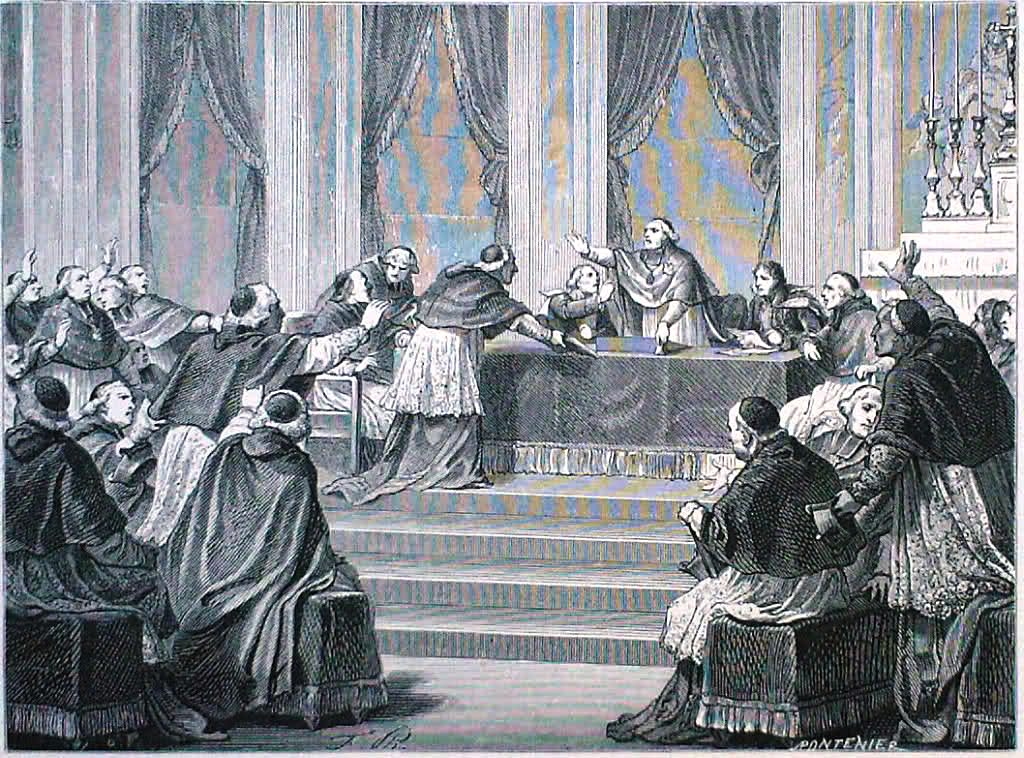
Zogenaamd Concilie van Parijs (1811), onder regie van Napoleon

Dominique Dufour de Pradt (Allanche, 23 april 1759 - Parijs 18 maart 1837) was een Frans aartsbisschop van Mechelen, Frans aristocraat, diplomaat en polemist. Napoleon Bonaparte benoemde hem tot baron de Pradt en tot senator. Zijn adellijke geboortenaam was Dominique-Georges-Frédéric de Riom de Prolhiac de Fourt.

## Levensloop
Zijn carrière verliep erg grillig in een periode in Frankrijk dat wisselende regimes kende voor en na de Franse Revolutie, met Napoleon Bonaparte en de Restauratie. In 1783 werd Dufour tot priester gewijd. Hij werd in het revolutionaire jaar 1789 vicaris-generaal van de aartsbisschop van Rouen, Dominique de La Rochefoucauld-Langeac, een familielid van hem. Datzelfde jaar zetelde hij in de Staten-Generaal, namens de clerus van Normandië en vervolgens in de Constituante. Net zoals de aartsbisschop van Rouen, was Dufour een felle tegenstander van elke hervorming door de Franse revolutie. Ondanks de steun van de clerus en van Normandische adel vluchtte hij naar de Oostenrijkse Nederlanden en leefde in Brussel (1790-1792), waar hij antirevolutionaire pamfletten schreef. Na de Franse overwinning bij Jemappes (1792) leefde hij in Westfalen (1792-1793). Na de Oostenrijkse overwinning bij Neerwinden (1793) keerde hij terug naar Brussel om terug te verdwijnen na de Franse overwinning in Fleurus (1794).
Priester Dufour leefde in ballingschap in Hamburg (1794-1802). Hij publiceerde talrijke politieke tractaten. Zijn aandacht ging naar internationale relaties, zoals bijvoorbeeld deze tussen het revolutionaire Frankrijk en het koninkrijk Pruisen, over de nieuw ontstane Verenigde Staten van Amerika of over de internationale politiek van Rusland. Hij zocht de polemiek op met de opeenvolgende revolutionaire regimes in Parijs. Hij riep alle monarchieën van Europa op te strijden tegen Frankrijk.
Zijn toon veranderde in 1802 met het consulaat van Napoleon Bonaparte. Dufour keerde terug naar Parijs en slaagde erin toe te treden tot de hofhouding van Napoleon. Dit was mogelijk door bemiddeling van zijn neef, generaal Duroc, een vertrouweling van Napoleon. Dufour werd aalmoezenier van Napoleon (1802) en bisschop van Poitiers (1805). Hij vergezelde Napoleon op zijn veldtocht in Italië en kreeg de titels van baron de Pradt en grootofficier in het Legioen van Eer (1808). Hij werd tevens empiresenator.
Van 1808 tot 1815 was hij aartsbisschop van Mechelen in de Franse Nederlanden. Zijn aanstelling werd echter niet aanvaard door het metropolitaans kapittel. In het conflict tussen Napoleon en paus Pius VII koos hij steeds de kant van Napoleon. Zo steunde hij tijdens het Napoleontische Concilie van Parijs niet het standpunt van de paus (1811). Veel verbleef Dufour niet in Mechelen want hij werd Frans ambassadeur in het groothertogdom Warschau (1812-1813). Napoleon was woest op Dufour omdat hij de Polen opzette tegen het Franse bewind. Dufour riep zijn onschuld uit en vertrok naar Parijs. Daar zocht hij contact op met monarchisten, iets wat hij de laatste 20 jaar niet meer gedaan had. Met de komst van Lodewijk XVIII op de troon (1814) werd Dufour beloond met het grootkanselierschap van het Legioen van Eer. Dufour publiceerde in een tijdschrift zijn rol in het herstel van de monarchie in Frankrijk. Hij ontvluchtte Parijs tijdens de Honderd Dagen van Napoleon (1814-1815). Hij verbleef op het familiedomein in zijn geboortestreek in Auvergne. Na de Slag bij Waterloo (1815) schreef hij een werk, dat veel succes kende, over de geschiedenis van de Franse ambassade in Warschau. Zijn versie van de feiten in Warschau zou bekend worden bij het publiek in Parijs.
Met koning Willem I der Nederlanden maakte hij een akkoord over zijn zetel van aartsbisschop van Mechelen. Hij gaf het aartsbisdom op en kreeg van het Verenigd Koninkrijk der Nederlanden jaarlijks een royale rente.
Het gevoerde beleid tijdens de Restauratie deed Dufour keren van kamp. Hij publiceerde liberale ideeën en voerde oppositie tegen koning Lodewijk XVIII. In 1820 kwam het tot een Assisenzaak tegen Dufour wegens politiek misdrijf. Hij werd vrijgesproken. Van 1827 tot 1828 zetelde hij in de Assemblée Nationale voor het departement Puy-de-Dôme en steunde opnieuw de liberale oppositie. Na de julirevolutie van 1830 regeerde koning Lodewijk Filips I van het Huis Orléans. Dufour ging weer de oppositie in en steunde de oppositiepartij der legitimisten.

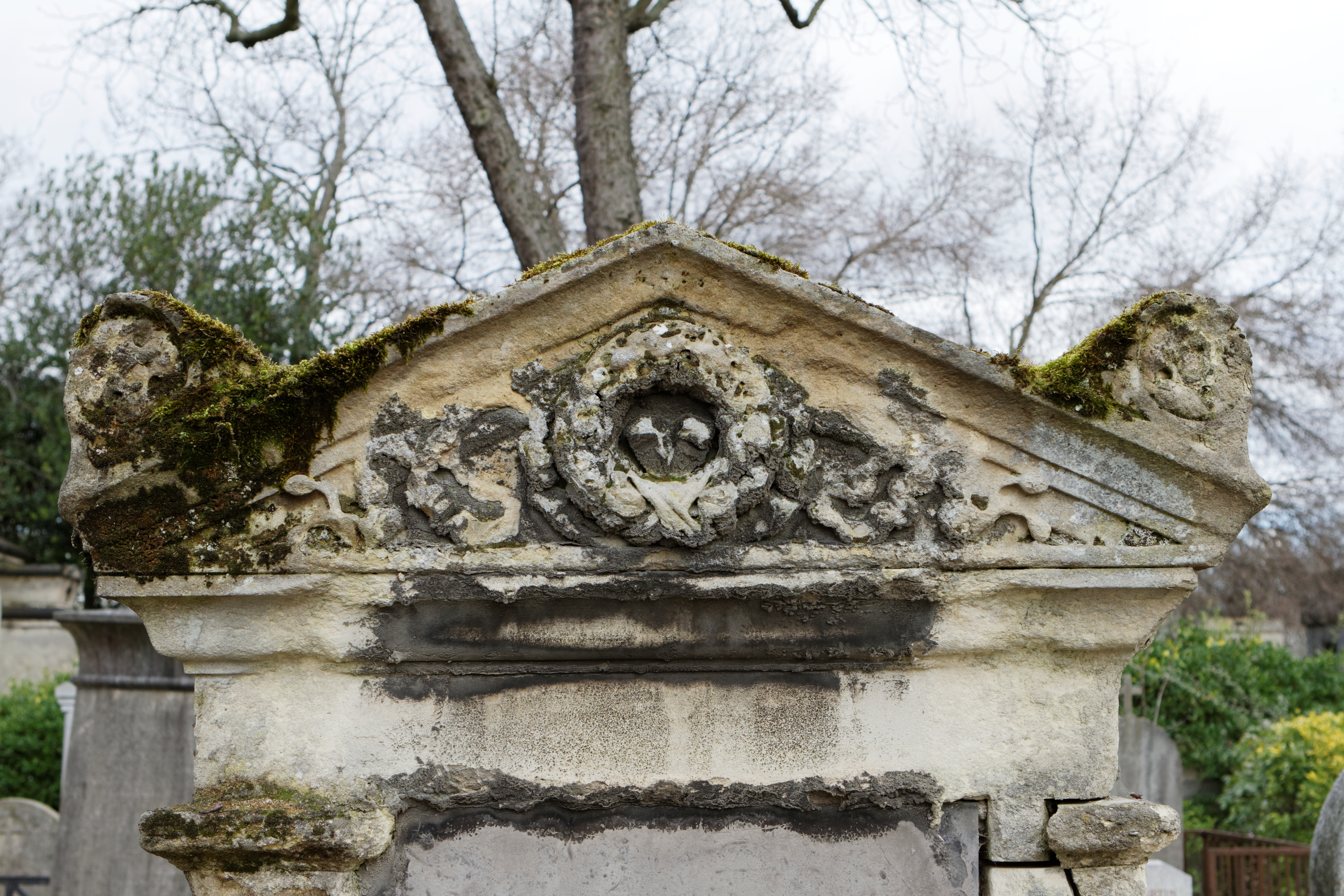
Graftombe op Père Lachaise

Op zijn sterfbed in 1837 zou ex-aartsbisschop Dufour verklaard hebben dat hij zich tijdens zijn leven beter met kerkelijke zaken had bezig gehouden. Hij werd begraven op het kerkhof van Père Lachaise in Parijs.

## Publicaties
Lijst van 103 publicaties van Dufour in Deutsche Digitale Bibliothek
- Biblioteca Nacional de España: XX1073391
- Bibliothèque nationale de France: cb119205417 (data)
- Catàleg d'autoritats de noms i títols de Catalunya: 981058515358606706
- CiNii: DA07783198
- Gemeinsame Normdatei: 119353350
- International Standard Name Identifier: 0000 0001 2280 0410
- Library of Congress Control Number: n83069986
- Base Léonore: C/0/37
- Nationale Bibliotheek van Tsjechië: js2015856426
- Nationale bibliotheek van Australië: 49284330
- Nationale Bibliotheek van Israël: 987007275641105171
- Nationale Bibliotheek van Polen: a0000001770561
- Nationale en Universitaire bibliotheek Zagreb: 000105726
- Nederlandse Thesaurus van Auteursnamen: 070538107
- Réseau des bibliothèques de Suisse occidentale: 02-A000132679
- LIBRIS: 348140
- SNAC: w61q2qkf
- Système universitaire de documentation: 027081842
- Trove: 1490027
- Virtual International Authority File: 54152922
- WorldCat: E39PBJmtBvg6XT9Fb8JWGpR7pP